# عدمية أخلاقية
العدمية الأخلاقية (بالإنجليزية: Moral nihilism)‏ هي النظرة الأخلاقية الفوقية القائلة بأنه لا يوجد شيء صحيح من الناحية الأخلاقية أو خطأ أخلاقيًا.
تختلف العدمية الأخلاقية عن النسبية الأخلاقية، التي تسمح للأفعال بأن تكون خاطئة بالنسبة إلى ثقافة أو فرد معين. كما أنها تختلف عن التعبيرية، التي بموجبها عندما نقدم ادعاءات أخلاقية، "نحن لا نبذل جهدًا لوصف الطريقة التي يكون بها العالم... نحن نتنفس عن مشاعرنا، أو نأمر الآخرين بالتصرف بطرق معينة، أو نكشف عن خطة فعلنا".
تميل العدمية الأخلاقية اليوم على نطاق واسع إلى اتخاذ شكل نظرية الخطأ: وجهة النظر التي طورها في الأصل جاي إل. ماكي في كتابه عام 1977 الأخلاق: اختراع الصواب والخطأ. تأخذ نظرية الخطأ والعدمية بشكل عام شكل ادعاء سلبي حول وجود قيم أو خصائص موضوعية. في ظل وجهات النظر التقليدية، توجد خصائص أو أساليب أخلاقية تتمسك بموضوعية بمعنى ما خارج نطاق اهتماماتنا الطارئة التي تلزمنا أخلاقيًا بالتصرف. بالنسبة لماكي ومنظري الخطأ، فإن مثل هذه الخصائص غير موجودة في العالم، وبالتالي فإن الأخلاق المتصورة بالرجوع إلى الحقائق الموضوعية يجب ألا تكون موجودة أيضًا. لذلك، الأخلاق بالمعنى التقليدي غير موجودة.
ومع ذلك، فإن الإصرار على العدمية لا يعني بالضرورة أننا يجب أن نتخلى عن استخدام اللغة الأخلاقية أو الأخلاقية؛ يؤكد بعض العدميين أنها تظل أداة مفيدة. في الواقع، دافع ماكي وغيره من المدافعين المعاصرين عن نظرية الخطأ، مثل ريتشارد جويس، عن استخدام الحديث والعمل الأخلاقيين أو الأخلاقيين حتى في معرفة زيفهم الأساسي. ومع ذلك، فإن شرعية هذا النشاط مشكوك فيها وهي موضوع نقاش كبير في الفلسفة في الوقت الحالي.